# Hassi Fehal
Pour les articles homonymes, voir Hassi.
Hassi Fehal (ou Hassi El F’hel) est une commune de la wilaya d'El Meniaa  en Algérie, située à 113 km au sud de Ghardaïa.

## Géographie
La superficie de la commune est de 6 715 km2.